# Jérôme Reynaud de Bologne de Lascours
Jérôme Reynaud de Bologne, baron de Lascours est un militaire et homme politique français, né le 5 juin 1761 à Boisset-et-Gaujac et mort le 10 mai 1835 à Mézières. Il est le père de Fortuné Reynaud de Bologne de Lascours, également homme politique.

## Biographie
Il suivit la carrière militaire, partit en 1780 pour l'Amérique où il fit, sous Rochambeau et La Fayette, les campagnes de 1780 à 1782,  revint en France, décoré par Washington de l'ordre de Cincinnatus il fut aussi décoré de l'Ordre royal et militaire de Saint-Louis.
Pendant les premières années de la Révolution, il servit aux armées des Pyrénées et des Basses-Alpes. Le 23 vendémiaire an IV, il fut appelé par le département du Gard à siéger au Conseil des Cinq-Cents. Il s'y rangea parmi les membres qui fréquentaient le club de Clichy. Dans la séance du 14 nivôse de la même année, Jean-Jacques Aymé ayant été dénoncé comme le protecteur des royalistes du Midi, et comme un des chefs des Compagnies de Jéhu et du Soleil, Lascours osa prendre sa défense ; il ne fut point compris dans la proscription de fructidor. Il aborda d'ailleurs rarement la tribune jusqu'au 30 floréal an VII, époque de sa sortie du Conseil.
Après le coup d'État du 18 brumaire, le Sénat l'admit, le 4 nivôse an VIII, au nouveau Corps législatif, comme député du Gard.
Son mandat expirait le 5e jour complémentaire an IX. Il rentra alors momentanément dans la vie privée, puis fut réélu député, le 26 ventôse an X, devint président du Corps législatif en prairial an XI, et siégea jusqu'au 31 décembre 1806 sans interruption. 
Il fut encore rappelé à l'Assemblée le 7 mars 1807, devint questeur le 12 février 1810, et cessa ces fonctions en même temps que celles de député le 24 février 1813. Membre de la Légion d'honneur, chevalier de l'Empire (15 janvier 1809), et baron (17 mai 1810), il s'empressa de se rallier aux Bourbons, et fut appelé par Louis XVIII (juin 1814) à la préfecture du Puy-de-Dôme, qu'il échangea, le 13 juillet 1815, pour celle de la Vienne. Il quitta l'administration au mois de décembre de la même année, parce qu'il se trouvait en désaccord avec le ministère.
Une ordonnance du 7 mars 1817 l'appela à la préfecture du Gers. L'année suivante, le collège de département du Gard l'élut député (26 octobre 1818), malgré l'opposition des électeurs ultra-royalistes qui ne voulaient point d'un représentant appartenant à la religion réformée. À la Chambre, il prit place au centre et vota toujours avec le ministère Decazes jusqu'en 1822.
Le ministère Corbière-Villèle le destitua, surtout en raison des opinions politiques de son fils, et le mit à la retraite comme préfet. Mais, à l'avènement du cabinet Martignac, Lascours rentra encore une fois dans l'administration, et fut préfet de la Drôme (12 novembre 1828), puis préfet des Ardennes (10 décembre).
La révolution de juillet 1830 l'éloigna définitivement des affaires publiques.
Promu officier de la Légion d'honneur le 1er mai 1821, il fut fait commandeur de l'ordre le 1er mai 1823.

## Mandats et fonctions
- Député du Gard (1795, 1813, 1818-1822) ;
- Président du Corps législatif en 1803 ;
- Questeur du Corps législatif (1810-1813) ;
- Préfet du Puy-de-Dôme (1814-1815) ;
- Préfet de la Vienne (1815) ;
- Préfet du Gers (1817) ;
- Préfet de la Drôme (1828) ;
- Préfet des Ardennes (1828-1830) .

## Distinctions
- Chevalier de l'ordre de Cincinnatus
- Commandeur de la Légion d'honneur

## Sources
- « Jérôme Reynaud de Bologne de Lascours », dans Adolphe Robert et Gaston Cougny, Dictionnaire des parlementaires français, Edgar Bourloton, 1889-1891 [détail de l’édition]